# Gregory Johnston (Ruderer)
Peter Gregory Johnston (* 16. Mai 1959 in Devonport) ist ein ehemaliger neuseeländischer Ruderer.

## Karriere
Johnston, der von Harry Mahon entdeckt wurde, trat dem Waikato Rowing Club bei und gewann ab 1978 insgesamt 26 nationale Titel.
Seine erste internationale Medaille konnte Johnston bei den Weltmeisterschaften 1978 gewinnen. Dort holte er mit dem Achter Bronze. Ein Jahr später war es Silber im Vierer mit Steuermann. 1980 wurde er für die Olympiamannschaft nominiert, konnte allerdings wegen des Boykotts einiger Nationen, darunter auch Neuseeland, nicht teilnehmen. 1983 wurde er Weltmeister im Vierer mit Steuermann und kam ein Jahr später bei den Spielen von Los Angeles schließlich zu seiner ersten Olympiateilnahme. In der Achter-Regatta galt das neuseeländische Boot, dem auch Johnston angehörte, als Favorit auf den Olympiasieg. Jedoch landete die Crew auf dem vierten Platz und konnte keine Medaille gewinnen.
Bei den Olympischen Sommerspielen 1988 startete Johnston in der Vierer mit Steuerman-Regatta, wo er erfolgreicher war und mit Christopher White, George Keys, Ian Wright und Andrew Bird die Bronzemedaille gewann.
1986 gewann Johnston Silber im Vierer mit Steuermann bei den Weltmeisterschaften und bei den Commonwealth Games.